# MKS Banimex Będzin w sezonie 2014/2015

## Drużyna

### Sztab
| Pierwszy trener   | Roberto Santilli             |
| Pierwszy trener   | Damian Dacewicz (zawieszony) |
| Drugi trener      | Andrzej Stelmach             |
| Fizjoterapeuta    | Agnieszka Bronisz            |
| Kierownik drużyny | Marcin Górski                |
| Statystyk         | Rafał Murczkiewicz           |

### Zawodnicy
| Nr | Imię i nazwisko     | Data ur.   | Wzrost | Pozycja            |
| -- | ------------------- | ---------- | ------ | ------------------ |
| 1  | Tomasz Kowalski     | 12.06.1991 | 203    | rozgrywający       |
| 2  | Miłosz Hebda        | 11.03.1991 | 208    | przyjmujący        |
| 3  | Mikołaj Sarnecki    | 29.07.1987 | 201    | atakujący          |
| 4  | Maciej Pawliński    | 02.02.1983 | 193    | przyjmujący        |
| 7  | Mariusz Gaca        | 20.01.1984 | 201    | środkowy           |
| 8  | Jakub Oczko         | 27.12.1981 | 193    | rozgrywający       |
| 9  | Sebastian Warda     | 18.01.1989 | 205    | środkowy           |
| 10 | Adrian Hunek        | 28.10.1985 | 202    | środkowy           |
| 13 | Michał Żuk          | 04.07.1985 | 196    | przyjmujący        |
| 14 | Grzegorz Wójtowicz  | 26.06.1989 | 191    | przyjmujący        |
| 16 | Marcin Mierzejewski | 04.01.1982 | 182    | libero             |
| 17 | Tomasz Tomczyk      | 24.05.1986 | 202    | atakujący          |
| 18 | Robert Milczarek    | 28.11.1983 | 188    | przyjmujący/libero |

## Transfery

### Przyszli
| Imię i nazwisko                         | Poprzedni klub              |
| --------------------------------------- | --------------------------- |
| Robert Milczarek                        | Lotos Trefl Gdańsk          |
| Miłosz Hebda                            | AZS Częstochowa             |
| Maciej Pawliński                        | AZS Politechnika Warszawska |
| Mikołaj Sarnecki                        | VK Chemes Humenné           |
| Tomasz Kowalski                         | KPS Siedlce                 |
| Roberto Santilli (trener od 31.12.2014) | Top Volley Latina           |

### Odeszli
| Imię i nazwisko    | W klubie od | Nowy klub                                                  |
| ------------------ | ----------- | ---------------------------------------------------------- |
| Dawid Żłobecki     | 2013        | Młoda liga                                                 |
| Michał Kocyłowski  | 2012        | Płomień Sosnowiec                                          |
| Adrian Pawłowski   | 2013        | Młoda liga (jako trener)                                   |
| Dariusz Syguła     | 2002        | Aluron Warta Zawiercie (jako siatkarz i kierownik drużyny) |
| Mateusz Urbanowicz | 2013        | Płomień Sosnowiec                                          |
| Maciej Wołosz      | 2013        | Espadon Szczecin                                           |
| Jan Król           | 2013        | CV Mitteldeutschland                                       |

## Rozgrywki

### Liga

#### Runda zasadnicza
| Data       | Przeciwnik                  | Wynik                                   | Miejsce                                     |
| ---------- | --------------------------- | --------------------------------------- | ------------------------------------------- |
| 04.10.2014 | PGE Skra Bełchatów          | 1:3 (21:25, 25:23, 13:25, 18:25)        | Hala MOSiR, Sosnowiec                       |
| 11.10.2014 | Cerrad Czarni Radom         | 0:3 (22:25, 17:25, 22:25)               | Hala sportowa MOSiR, Radom                  |
| 15.10.2014 | Asseco Resovia Rzeszów      | 1:3 (25:19, 23:25, 24:26, 16:25)        | Hala Podpromie, Rzeszów                     |
| 18.10.2014 | Transfer Bydgoszcz          | 1:3 (16:25, 25:18, 17:25, 13:25)        | Hala MOSiR, Sosnowiec                       |
| 22.10.2014 | Jastrzębski Węgiel          | 1:3 (18:25, 12:25, 25:23, 18:25)        | Hala widowiskowo-sportowa, Jastrzębie-Zdrój |
| 25.10.2014 | Lotos Trefl Gdańsk          | 0:3 (20:25, 24:26, 23:25)               | Ergo Arena, Gdańsk                          |
| 29.10.2014 | ZAKSA Kędzierzyn-Koźle      | 0:3 (22:25, 15:25, 16:25)               | Hala Azoty, Kędzierzyn-Koźle                |
| 08.11.2014 | AZS Częstochowa             | 3:1 (25:22, 14:25, 25:22, 25:18)        | Hala MOSiR, Sosnowiec                       |
| 12.11.2014 | Indykpol AZS Olsztyn        | 2:3 (22:25, 25:22, 21:25, 25:21, 7:15)  | Hala Urania, Olsztyn                        |
| 15.11.2014 | BBTS Bielsko-Biała          | 0:3 (19:25, 23:25, 21:25)               | Hala MOSiR, Sosnowiec                       |
| 22.11.2014 | AZS Politechnika Warszawska | 1:3 (14:25, 25:16, 25:27, 20:25)        | Hala Torwar, Warszawa                       |
| 26.11.2014 | Cuprum Lubin                | 1:3 (28:26, 28:30, 22:25, 23:25)        | Hala MOSiR, Sosnowiec                       |
| 04.12.2014 | Effector Kielce             | 0:3 (25:27, 24:26, 25:27)               | Hala MOSiR, Sosnowiec                       |
|            |                             |                                         |                                             |
| 06.12.2014 | PGE Skra Bełchatów          | 3:1 (24:26, 25:18, 25:20, 25:17)        | Hala „Energia”, Bełchatów                   |
| 13.12.2014 | Cerrad Czarni Radom         | 2:3 (25:19, 25:21, 24:26, 20:25, 8:15)  | Hala MOSiR, Sosnowiec                       |
| 20.12.2014 | Asseco Resovia Rzeszów      | 0:3 (18:25, 17:25, 22:25)               | Hala MOSiR, Sosnowiec                       |
| 28.12.2014 | Transfer Bydgoszcz          | 0:3 (18:25, 17:25, 18:25)               | Hala Łuczniczka, Bydgoszcz                  |
| 02.01.2015 | Jastrzębski Węgiel          | 0:3 (19:25, 19:25, 21:25)               | Hala MOSiR, Sosnowiec                       |
| 09.01.2015 | Lotos Trefl Gdańsk          | 0:3 (19:25, 18:25, 15:25)               | Hala Centrum, Dąbrowa Górnicza              |
| 18.01.2015 | ZAKSA Kędzierzyn-Koźle      | 3:2 (18:25, 25:17, 27:25, 22:25, 15:9)  | Hala MOSiR, Sosnowiec                       |
| 23.01.2015 | AZS Częstochowa             | 2:3 (21:25, 26:24, 25:23, 21:25, 12:15) | Wielofunkcyjna hala sportowa, Częstochowa   |
| 02.02.2015 | Indykpol AZS Olsztyn        | 3:0 (25:22, 25:19, 25:18)               | Hala MOSiR, Sosnowiec                       |
| 04.02.2015 | BBTS Bielsko-Biała          | 0:3 (19:25, 23:25, 22:25)               | Hala widowiskowo-sportowa, Bielsko-Biała    |
| 07.02.2015 | AZS Politechnika Warszawska | 1:3 (22:25, 25:18, 22:25, 21:25)        | Hala MOSiR, Sosnowiec                       |
| 07.02.2015 | Cuprum Lubin                | 2:3 (29:27, 25:35, 24:35, 25:23, 12:15) | Hala widowiskowo-sportowa, Lubin            |
| 14.02.2015 | Effector Kielce             | 2:3 (12:25, 22:25, 25:21, 25:22, 11:15) | Hala Legionów, Kielce                       |

#### Play-off
| Data                              | Przeciwnik                        | Wynik                                   | Miejsce                                  |
| Mecze o prawo gry o miejsca 5-12. | Mecze o prawo gry o miejsca 5-12. | Mecze o prawo gry o miejsca 5-12.       | Mecze o prawo gry o miejsca 5-12.        |
| --------------------------------- | --------------------------------- | --------------------------------------- | ---------------------------------------- |
| 25.02.2015                        | BBTS Bielsko-Biała                | 3:2 (22:25, 25:19, 18:25, 25:15, 15:13) | Hala MOSiR, Sosnowiec                    |
| 28.02.2015                        | BBTS Bielsko-Biała                | 3:0 (25:21, 25:19, 25:13)               | Hala widowiskowo-sportowa, Bielsko-Biała |
| Mecze o miejsca 5-12.             |                                   |                                         |                                          |
| 09.03.2015                        | Transfer Bydgoszcz                | 1:3 (14:25, 22:25, 25:18, 14:25)        | Hala MOSiR, Sosnowiec                    |
| 14.03.2015                        | Transfer Bydgoszcz                | 1:3 (22:25, 25:21, 21:25, 16:25)        | Hala Łuczniczka, Bydgoszcz               |
| Mecze o miejsca 9-12.             |                                   |                                         |                                          |
| 21.03.2015                        | Cerrad Czarni Radom               | 3:2 (26:24, 25:19, 23:25, 20:25, 15:11) | Hala MOSiR, Sosnowiec                    |
| 28.03.2015                        | Cerrad Czarni Radom               | 1:3 (25:21, 17:25, 15:25, 20:25)        | Hala sportowa MOSiR, Radom               |
| Mecze o miejsce 11.               |                                   |                                         |                                          |
| 11.04.2015                        | Effector Kielce                   | 3:0 (25:21, 25:20, 25:23)               | Hala MOSiR, Sosnowiec                    |
| 16.04.2015                        | Effector Kielce                   | 3:1 (25:19, 26:28, 25:19, 26:24)        | Hala Legionów, Kielce                    |

#### Puchar Polski
| Data       | Przeciwnik         | Wynik                                   | Miejsce                                     |
| VII runda  | VII runda          | VII runda                               | VII runda                                   |
| ---------- | ------------------ | --------------------------------------- | ------------------------------------------- |
| 23.12.2014 | Effector Kielce    | 3:2 (22:25, 21:25, 25:18, 25:19, 15:13) | Hala Legionów, Kielce                       |
| VIII runda |                    |                                         |                                             |
| 25.03.2015 | Jastrzębski Węgiel | 2:3 (20:25, 27:25, 22:25, 25:23, 10:15) | Hala widowiskowo-sportowa, Jastrzębie-Zdrój |

### Bilans spotkań
| Rozgrywki        | Ogólnie | Ogólnie | Ogólnie | Ogólnie | Ogólnie | U siebie | U siebie | U siebie | U siebie | U siebie | Na wyjeździe | Na wyjeździe | Na wyjeździe | Na wyjeździe | Na wyjeździe | Miejsce |
| Rozgrywki        | R       | W       | P       | Sety    | Sety    | R        | W        | P        | Sety     | Sety     | R            | W            | P            | Sety         | Sety         | Miejsce |
| ---------------- | ------- | ------- | ------- | ------- | ------- | -------- | -------- | -------- | -------- | -------- | ------------ | ------------ | ------------ | ------------ | ------------ | ------- |
| runda zasadnicza | 26      | 4       | 22      | 29      | 70      | 13       | 3        | 10       | 15       | 33       | 13           | 1            | 12           | 14           | 37           | 14.     |
| play-off         | 8       | 5       | 3       | 18      | 14      | 4        | 3        | 1        | 10       | 7        | 4            | 2            | 2            | 8            | 7            | 11.     |
| puchar           | 2       | 1       | 1       | 5       | 5       | -        | -        | -        | -        | -        | 2            | 1            | 1            | 5            | 5            | 7 r.    |
| Razem            | 36      | 10      | 26      | 52      | 89      | 17       | 6        | 11       | 25       | 40       | 19           | 4            | 15           | 27           | 49           |         |